# Lijst van munteenheden in Amerika
Dit is de lijst van de valuta's die in omloop zijn in Amerika.
| Munteenheid              | ISO 4217-code | Land                                           | Voorgaande munt                | Jaar |
| ------------------------ | ------------- | ---------------------------------------------- | ------------------------------ | ---- |
| Amerikaanse dollar       | USD           | Amerikaanse Maagdeneilanden                    | Deens-West-Indische daler      | 1917 |
| Amerikaanse dollar       | USD           | Bonaire                                        | Antilliaanse gulden            | 2011 |
| Amerikaanse dollar       | USD           | Britse Maagdeneilanden                         | West-Indische dollar           | 1961 |
| Amerikaanse dollar       | USD           | Ecuador                                        | Ecuadoraanse sucre             | 2000 |
| Amerikaanse dollar       | USD           | El Salvador                                    | Salvadoraanse colon            | 2001 |
| Amerikaanse dollar       | USD           | Puerto Rico                                    | Puerto Ricaanse peso           | 1898 |
| Amerikaanse dollar       | USD           | Saba                                           | Antilliaanse gulden            | 2011 |
| Amerikaanse dollar       | USD           | Sint Eustatius                                 | Antilliaanse gulden            | 2011 |
| Amerikaanse dollar       | USD           | Turks- en Caicoseilanden                       | Jamaicaanse dollar             | 1969 |
| Amerikaanse dollar       | USD           | Verenigde Staten                               | Spaanse mat                    |      |
| Antilliaanse gulden      | ANG           | Curaçao                                        | Nederlandse gulden             | 1940 |
| Antilliaanse gulden      | ANG           | Sint Maarten                                   | Nederlandse gulden             | 1940 |
| Argentijnse peso         | ARS           | Argentinië                                     | Argentijnse real               | 1881 |
| Arubaanse florin         | AWG           | Aruba                                          | Antilliaanse gulden            | 1986 |
| Bahamaanse dollar        | BSD           | Bahama's                                       | Oost-Caraïbische dollar        | 1973 |
| Barbadiaanse dollar      | BBD           | Barbados                                       | Oost-Caraïbische dollar        | 1973 |
| Belizaanse dollar        | BZD           | Belize                                         | Brits Honduras dollar          | 1973 |
| Bermudaanse dollar       | BMD           | Bermuda                                        | Britse pond                    | 1970 |
| Boliviaanse boliviano    | BOB           | Bolivia                                        | Boliviaanse peso               | 1986 |
| Braziliaanse real        | BRL           | Brazilië                                       |                                | 1994 |
| Canadese dollar          | CAD           | Canada                                         | Canadese pond                  | 1885 |
| Chileense peso           | CLP           | Chili                                          | Spaanse escudo                 | 1851 |
| Colombiaanse peso        | COP           | Colombia                                       | Colombiaanse real              | 1837 |
| Costa Ricaanse colon     | CRC           | Costa Rica                                     | Costa Ricaanse peso            | 1896 |
| Cubaanse peso            | CUP           | Cuba                                           |                                |      |
| Deense kroon             | DKK           | Groenland                                      | Deense rigsdaler               | 1875 |
| Dominicaanse peso        | DOP           | Dominicaanse Republiek                         |                                |      |
| Euro                     | EUR           | Frans-Guyana                                   | Frans-Guyaanse frank           | 2002 |
| Euro                     | EUR           | Guadeloupe                                     | Guadeloupe frank               | 2002 |
| Euro                     | EUR           | Martinique                                     | Martinikaanse frank            | 2002 |
| Euro                     | EUR           | Saint-Barthélemy                               | Guadeloupe frank               | 2002 |
| Euro                     | EUR           | Saint-Martin                                   | Guadeloupe frank               | 2002 |
| Euro                     | EUR           | Saint-Pierre en Miquelon                       | Saint-Pierre en Miquelon frank | 2002 |
| Falklandeilands pond     | FKP           | Falklandeilanden                               | Britse pond                    | 1899 |
| Falklandeilands pond     | FKP           | Zuid-Georgia en de Zuidelijke Sandwicheilanden | Britse pond                    | 1899 |
| Guatemalteekse quetzal   | GTQ           | Guatemala                                      | Guatemalteekse peso            | 1925 |
| Guyaanse dollar          | GYD           | Guyana                                         | West-Indische dollar           | 1962 |
| Haïtiaanse gourde        | HTG           | Haïti                                          |                                |      |
| Hondurese lempira        | HLN           | Honduras                                       | Hondurese peso                 | 1931 |
| Jamaicaanse dollar       | JMD           | Jamaica                                        | Jamaicaanse pond               | 1969 |
| Kaaimaneilandse dollar   | KYD           | Kaaimaneilanden                                | Jamaicaanse dollar             | 1972 |
| Mexicaanse peso          | MXN           | Mexico                                         |                                |      |
| Nicaraguaanse córdoba    | NIO           | Nicaragua                                      |                                |      |
| Oost-Caribische dollar   | XCD           | Anguilla                                       | West-Indische dollar           | 1965 |
| Oost-Caribische dollar   | XCD           | Antigua en Barbuda                             | West-Indische dollar           | 1965 |
| Oost-Caribische dollar   | XCD           | Dominica                                       | West-Indische dollar           | 1965 |
| Oost-Caribische dollar   | XCD           | Grenada                                        | West-Indische dollar           | 1965 |
| Oost-Caribische dollar   | XCD           | Montserrat                                     | West-Indische dollar           | 1965 |
| Oost-Caribische dollar   | XCD           | Saint Kitts en Nevis                           | West-Indische dollar           | 1965 |
| Oost-Caribische dollar   | XCD           | Saint Lucia                                    | West-Indische dollar           | 1965 |
| Oost-Caribische dollar   | XCD           | Saint Vincent en de Grenadines                 | West-Indische dollar           | 1965 |
| Panamese balboa          | PAB           | Panama                                         | Colombiaanse peso              | 1904 |
| Paraguayaanse Guarani    | PYG           | Paraguay                                       | Paraguayaanse peso             | 1943 |
| Peruviaanse sol          | PEN           | Peru                                           |                                |      |
| Surinaamse dollar        | SRD           | Suriname                                       | Surinaamse gulden              | 2004 |
| Trinidad en Tobagodollar | TTD           | Trinidad en Tobago                             | West-Indische dollar           | 1962 |
| Uruguayaanse peso        | UYU           | Uruguay                                        | Uruguayaanse real              | 1930 |
| Venezolaanse bolivar     | VEF           | Venezuela                                      |                                |      |